# Вруда (приток Кудеба)
Вруда — река в России, протекает по Печорскому району Псковской области. Устье реки находится в 47 км по левому берегу реки Кудеб, притока Великой. Длина реки составляет 31 км, площадь водосборного бассейна — 127 км².

## Данные водного реестра
По данным государственного водного реестра России относится к Балтийскому бассейновому округу, водохозяйственный участок реки — Великая. Относится к речному бассейну реки Нарва (российская часть бассейна).
Код объекта в государственном водном реестре — 01030000212102000028969.